# Couderay (Wisconsin)
Couderay – miasto w Stanach Zjednoczonych, w stanie Wisconsin, w hrabstwie Sawyer.